# Claude-Joseph de Ferrière
Pour les articles homonymes, voir Ferrière.
Claude-Joseph de Ferrière (1680?-1748?) est un jurisconsulte français, spécialiste du droit dans la Rome antique.

## Biographie
Claude-Joseph Ferrière, doyen des professeurs de droit de Paris, compléta essentiellement les ouvrages de son père, Claude de Ferrière. Il se situe dans la tradition de la robe parisienne. Il fit de son Introduction à la pratique contenant l'explication des principaux termes de pratiques & de coutume (1re  éd. 1679) , un véritable Dictionnaire de droit et de pratique en 1740, et augmenta également la Science parfaite du notaire en 1761 qui a été plusieurs fois publiée. Qualifié de précurseur pour son analyse de l’histoire du droit, il se place davantage comme un relais de la pensée juridique que comme un innovateur.
Claude-Joseph de Ferrière se place dans une perspective relativement laudatrice du droit romain. Son Histoire du Droit romain a pour but de défendre son excellence.
« L’amour de la vérité nous engage à faire ensuite connaître l’excellence du droit romain, et de quelle autorité il est dans ce Royaume, non seulement dans les Provinces que nous appelons Pays de droit écrit, mais encore dans celles qui sont nommées Pays de droit coutumier. Outre l’utilité que l’on peut tirer de cette observation, il ne convient pas de donner au Public l’Histoire du Droit romain sans en faire en même temps l’éloge, et sans faire voir que nous lui sommes redevables de la meilleure partie des maximes sur lesquelles la Jurisprudence qui s’observe parmi nous est fondée. »
— Claude-Joseph de Ferrière, Histoire du droit romain, (pp. 8-9)
Les articles qu’il consacre au droit romain dans son Dictionnaire montrent également que c’est vers ce droit que va sa préférence. Il écrit ainsi :
« je ne me suis pas borné à ne rappeler ici que ce qui concerne la manière dont les lois romaines ont été d’abord établies ; je me suis proposé de faire voir le succès que le corps de Droit composé par l’ordre de Justinien, a eu après la mort de cet empereur, soit en Orient, soit en Occident et surtout dans ce Royaume. »
— Claude-Joseph de Ferrière, Histoire du droit romain (p. 8)
Il vante également dans le même ouvrage les qualités de l'empereur Justinien:
« L’on peut aisément juger de l’étendue de son esprit par l’attention extraordinaire qu’il eut toujours pour le bien public, pour faire rendre la justice et pour en faciliter les moyens en faisant rédiger dans un bel ordre, une multitude de lois qui, répandues dans une infinité de volumes, en rendaient l’étude presque impraticable (…). Il a toujours la gloire d’avoir donné ses ordres pour les faire, de les avoir fait paraître sous son nom et de les avoir revêtus d’une autorité authentique. »
— Claude-Joseph de Ferrière, Histoire du droit romain (p. 152-153)
Formé au droit romain et aux lettres latines, Claude-Joseph de Ferrière avait bénéficié des conseils et de l’enseignement de son père qui avait notamment consacré un ouvrage à la jurisprudence des Novelles de Justinien.

## Source
- Claude-Joseph de Ferrière, Histoire du droit romain, contenant son origine, ses progrès, comment et en quels temps les diverses parties dont est composé le Corps du Droit Civil ont été faites ; l’usage qu’on fait en France du Droit romain ; son excellence, et la manière de l’étudier, nouvelle édition, Paris, Libraires associés, 1788.
- Claude-Joseph de Ferrière, Dictionnaire de droit et pratique, Paris, V. Brunet, 1769 (lire en ligne)
- David Gilles, « Claude-Joseph Ferrière et Jean Domat : Deux regards sur le droit romain », Les représentations du droit romain en Europe aux temps modernes, PUAM, Aix-en-Provence, 2007, pp. 71-111.
- Jacqueline Moreau-David, « Claude-Joseph de Ferrière, un précurseur ? », L’Histoire de l’histoire du droit, PUSS, Toulouse, coll. Histoire du droit et des idées politiques, n.10, 2006, pp. 97-109.
- L. Delia, « L'encyclopédisme du Dictionnaire de droit et de pratique de Ferrière», in M. Groult (dir.), Les encyclopédies. Construction et circulation du savoir de l’Antiquité à Wikipédia, Paris, L'Harmattan, 2011, pp. 329-343.